# Tweede Kamerverkiezingen in het kiesdistrict Amsterdam V (1848-1850)

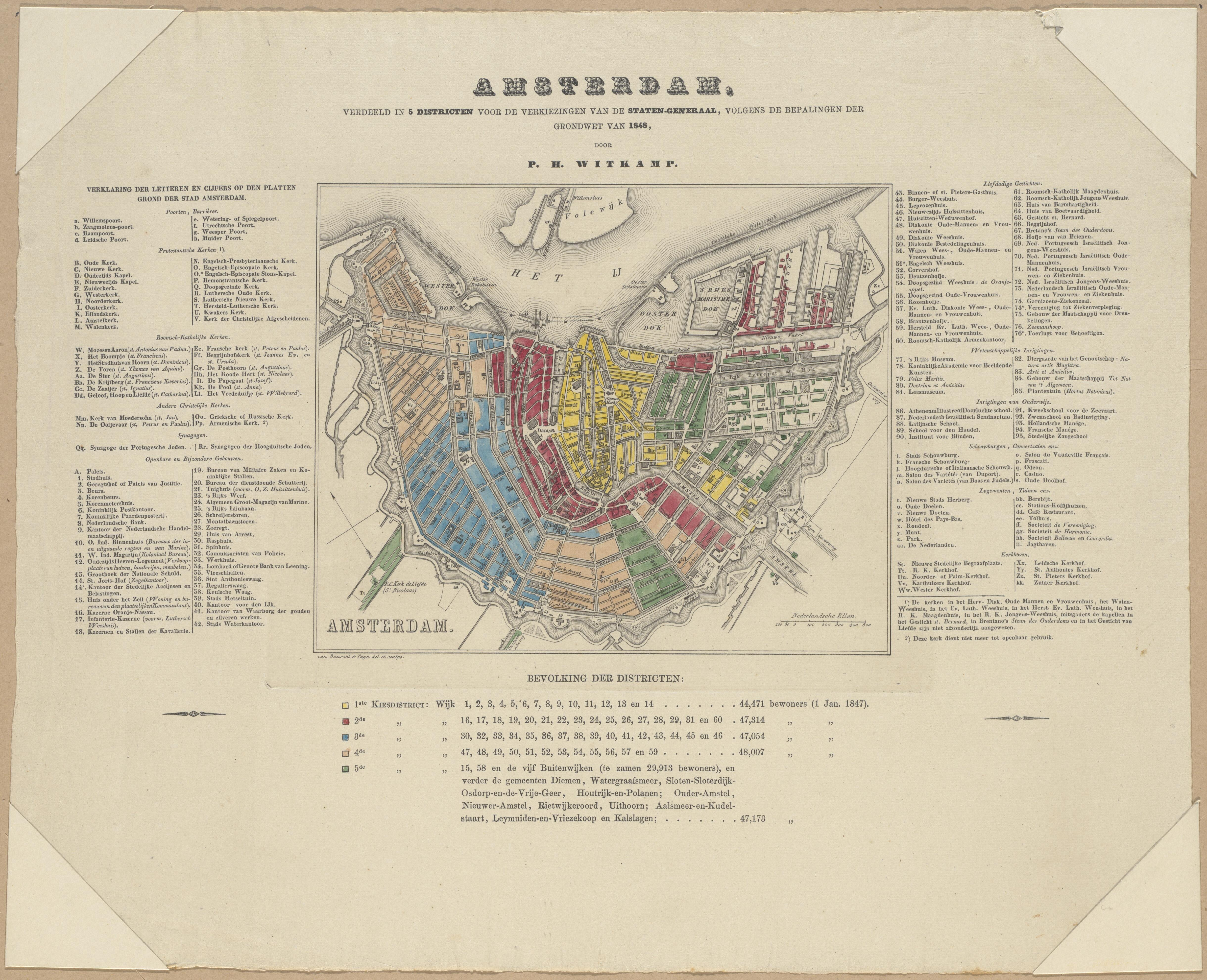
Kiesdistricten Amsterdam I-V (1848)

Tweede Kamerverkiezingen in het kiesdistrict Amsterdam V geeft een overzicht van verkiezingen voor de Nederlandse Tweede Kamer in het kiesdistrict Amsterdam V in de periode 1848-1850.
Het kiesdistrict Amsterdam V werd ingesteld na de grondwetsherziening van 1848. Tot het kiesdistrict behoorden de volgende gemeenten: Aalsmeer, Amsterdam , Diemen, Houtrijk en Polanen, Kalslagen, Leimuiden, Nieuwer-Amstel, Ouder-Amstel, Rietwijkeroord, Sloten, Uithoorn en Watergraafsmeer.
Het kiesdistrict Amsterdam V vaardigde in dit tijdvak per zittingsperiode één lid af naar de Tweede Kamer. 
Legenda
- cursief: in de eerste verkiezingsronde geëindigd op de eerste of tweede plaats, en geplaatst voor de tweede ronde;
- vet: gekozen als lid van de Tweede Kamer.

## 30 november 1848
De verkiezingen werden gehouden na ontbinding van de Tweede Kamer, na inwerkingtreding van de herziene grondwet.
|                    | 30 november | 14 december |
| ------------------ | ----------- | ----------- |
| Kiesgerechtigden   | 564         | 564         |
| Opkomst            | 428         | 412         |
| Geldige stemmen    | 423         | 408         |
| Blanco stemmen     | 2           | 0           |
| Kandidaten         |             |             |
| J. Heemskerk       | 186         | 238         |
| J.S. van Naamen    | 130         | 170         |
| W.J.C. van Hasselt | 25          |             |
| J.F. Broms         | 11          |             |
| C. Backer          | 10          |             |
| F.A. van Hall      | 7           |             |
| C.J. de Bruyn Kops | 6           |             |

## Opheffing
In 1850 werd het kiesdistrict Amsterdam V opgeheven. Het tot het kiesdistrict behorende deel van Amsterdam alsmede de gemeenten Diemen en Watergraafsmeer werden ingedeeld in het nieuw ingestelde meervoudige kiesdistrict Amsterdam. De overige gemeenten werden ingedeeld in de al bestaande kiesdistricten Haarlem (de gemeenten Houtrijk en Polanen en Sloten) en Leiden (de gemeenten Aalsmeer, Kalslagen, Leimuiden, Nieuwer-Amstel, Ouder-Amstel, Rietwijkeroord en Uithoorn).